# آدینه هاشم
آدینه هاشم (زادهٔ ۱۳ ژوئن ۱۹۳۷، دشت جوم، شوراآباد، جمهوری شوروی سوسیالیستی تاجیکستان – درگذشتهٔ ۱۶ نوامبر ۱۹۹۳، دوشنبه، تاجیکستان) خواننده، نوازنده و آهنگ‌ساز اهل تاجیکستان بود. او برندهٔ جایزهٔ هنرمند مردمی جمهوری شوروی سوسیالیستی تاجیکستان (۱۹۶۳)، و برندهٔ جایزه دولتی تاجیکستان به‌نام ابوعبدالله رودکی در بخش ادبیات، هنر و معماری بود.

## زندگی‌نامه
آدینه هاشم در ۱۳ ژوئن ۱۹۳۷ در روستای نیمدرهٔ دشت جم از ناحیهٔ شوراآباد در خانواده‌ای هنرمند و شناخته‌شده چشم به جهان گشود. پدرش هاشم قاسم‌اف، موسیقی‌دان برجسته و هنرمند مردمی جمهوری بود. او در دامان مادری بافرهنگ، دوستدار ادبیات و آشنا با آثار حافظ، بیدل و ده‌ها شاعر برجستهٔ کلاسیک پرورش یافت. شنیدن آوازها و نوای پدرش باعث شد تا به هنر خوانندگی و نوازندگی روی آورد.
او پس از پایان دورهٔ متوسطه به بخش سازهای ملی هنرستان موسیقی دوشنبه رفت. طی سه سال آموزش در این مرکز هنری، نوازندگی و خوانندگی را آموخت و در سال ۱۹۵۴ آن را به پایان رساند.
آدینه هاشم همچنین در دوران فعالیت هنری‌اش از انستیتو دولتی تربیتی کولاب نیز در سال ۱۹۷۲ فارغ‌التحصیل شد.
آدینه هاشم در ۱۶ نوامبر ۱۹۹۳ چشم از جهان فروبست و در گورستان لوچابی شهر دوشنبه به خاک سپرده شد.

## جوایز
او برندهٔ جایزهٔ دولتی تاجیکستان به‌نام ابوعبدالله رودکی در رشتهٔ ادبیات، هنر و معماری (۱۹۸۸) بود و با مدال «برای کار شجاعانه. به مناسبت صدمین سالگرد تولد ولادیمیر ایلیچ لنین»، و تقدیرنامه‌های افتخاری از هیئت رئیسهٔ شورای عالی جمهوری شوروی سوسیالیستی تاجیکستان مفتخر شده است.